# سيم سيتي 3000
سيم سيتي 3000 (بالإنجليزية: SimCity 3000)‏ هي لعبة فيديو من نوع محاكاة البناء والإدارة و بناء مدينة، صدرت في يناير 31, 1999، وهي متوفرة على أجهزة ماك أو إس وآي أو إس وجنو/لينكس ومايكروسوفت ويندوز وهاتف محمول. اللعبة من تطوير ماكسيس سوفتوير ومن نشر إلكترونيك آرتس.

## روابط خارجية
- سيم سيتي 3000 على موقع IMDb (الإنجليزية)